# Грбавица (албум)
Грбавица је други компилацијски албум соло каријере Младена Војичића Тифе, који је изашао првобитно 1997. године за издавачку кућу In Takt Records на CD-у и аудио-касети, а 2012. године је поново објављен албум за издавачке куће In Takt Records и Musikverlag Zoro. Албум има две верзије списка песама.

## Списак песама
| №   | Назив                          | Трајање |  |
| 1.  | Грбавица                       |         |  |
| 2.  | Не питај ме                    |         |  |
| 3.  | За Есму                        |         |  |
| 4.  | 100%                           |         |  |
| 5.  | Да те богдо                    |         |  |
| 6.  | Бараба (дует са Елвиром Рахић) |         |  |
| 7.  | Падају звијезде                |         |  |
| 8.  | Заувијек твој                  |         |  |
| 9.  | Стипу гатибо                   |         |  |
| 10. | Мени се не спава               |         |  |
| 11. | Јер кад остариш                |         |  |
| 12. | Срце ватру запали              |         |  |

## Измене песама
Кад је изашао албум 1997. године, изашле су две верзије албума, где је на CDу и на једној од две верзије аудио-касета биле песме као на горњем списку, док је друга верзија имала уместо песме Да те богдо има песму Лажеш и није имала последљу. Тако измењен албум је објављен и 2012. године, са мањом изменом где се песма 100% Rock'n Roll зове 100 посто Rock And Roll.